# Ablainzevelle
Ablainzevelle est une commune française située dans le département du Pas-de-Calais, en région Hauts-de-France. Ses habitants sont appelés les Ablainzevellois.
La commune fait partie de la communauté de communes du Sud-Artois qui regroupe 64 communes et compte 27 059 habitants en 2021.

## Géographie

### Localisation
La commune est située à 139 mètres d'altitude et voisine des communes de Bucquoy et d'Achiet-le-Grand.
Le territoire de la commune est limitrophe de ceux de cinq communes.
Les communes limitrophes sont Moyenneville, Achiet-le-Petit, Ayette, Bucquoy et Courcelles-le-Comte.

### Géologie et relief
La superficie de la commune est de 4,32 km2 ; son altitude varie de 116  à   144 mètres.

### Hydrographie
La commune est située dans le bassin Artois-Picardie. Elle n'est drainée par aucun cours d'eau,.

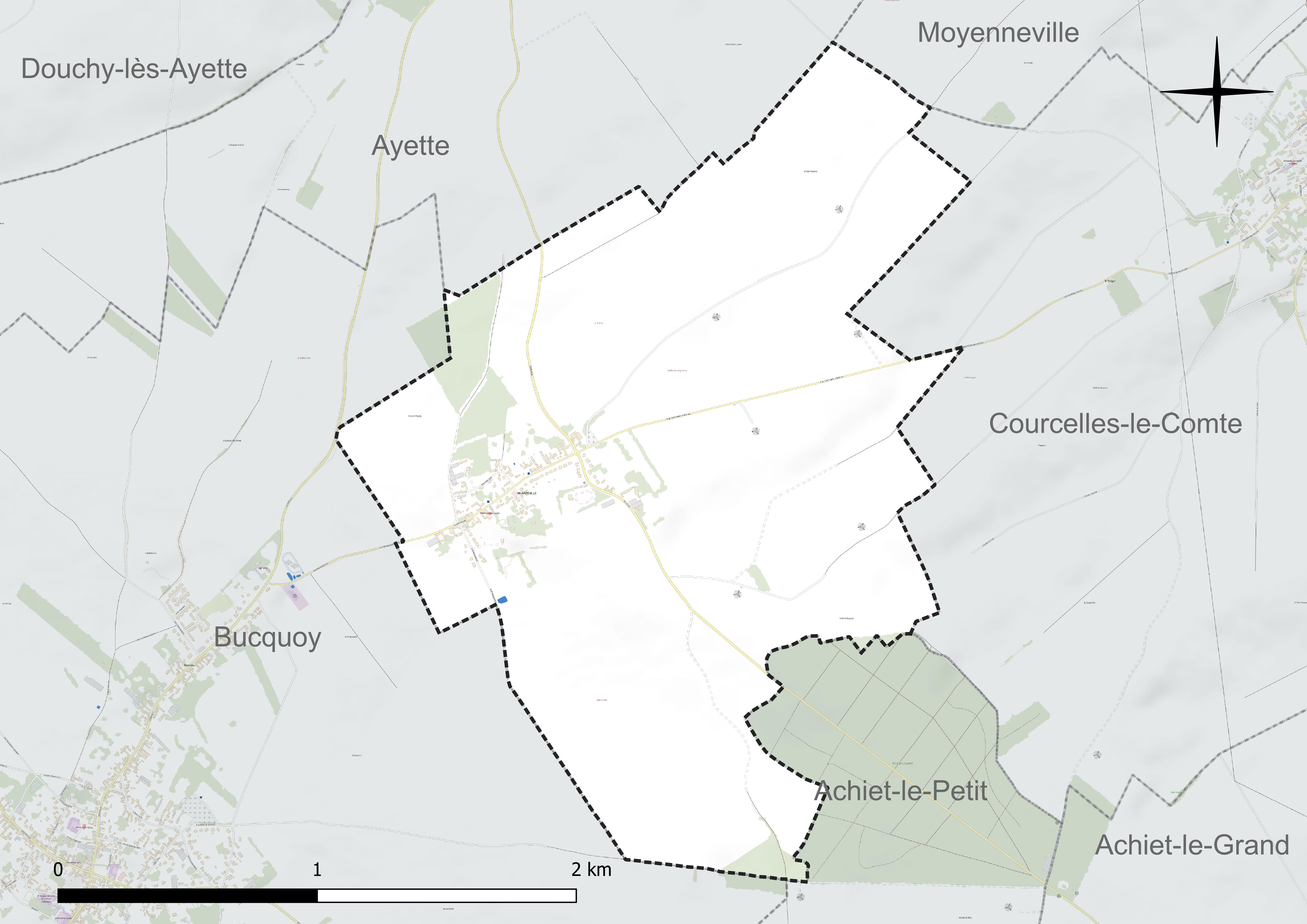
Réseau hydrographique d'Ablainzevelle.

### Climat
Pour des articles plus généraux, voir Climat des Hauts-de-France et Climat du Pas-de-Calais.
En 2010, le climat de la commune est de type climat océanique dégradé des plaines du Centre et du Nord, selon une étude du CNRS s'appuyant sur une série de données couvrant la période 1971-2000. En 2020, Météo-France publie une typologie des climats de la France métropolitaine dans laquelle la commune est exposée à un climat océanique et est dans la région climatique Nord-est du bassin Parisien, caractérisée par un ensoleillement médiocre, une pluviométrie moyenne régulièrement répartie au cours de l'année et un hiver froid (3 °C).
Pour la période 1971-2000, la température annuelle moyenne est de 9,8 °C, avec une amplitude thermique annuelle de 14,5 °C. Le cumul annuel moyen de précipitations est de 795 mm, avec 11,7 jours de précipitations en janvier et 9,4 jours en juillet. Pour la période 1991-2020, la température moyenne annuelle observée sur la station météorologique la plus proche, située sur la commune de Wancourt à 15 km à vol d'oiseau, est de 10,8 °C et le cumul annuel moyen de précipitations est de 711,4 mm,. Pour l'avenir, les paramètres climatiques de la commune estimés pour 2050 selon différents scénarios d'émission de gaz à effet de serre sont consultables sur un site dédié publié par Météo-France en novembre 2022.

### Paysages
Pour un article plus général, voir Paysage en France.
La commune s’inscrit dans les « paysages des grandes plaines arrageoises et cambrésiennes » tels qu'ils sont définis dans l'atlas de paysages de la région Nord-Pas-de-Calais, conçu par la direction régionale de l'Environnement, de l'Aménagement et du Logement (DREAL),. 
Ces « paysages des grandes plaines arrageoises et cambrésiennes », qui concernent 238 communes, sont constitués de 80,36 % de cultures, de 8,01 % d'espaces artificialisés avec les communes principales de Cambrai, Caudry, Bapaume et Avesnes-le-Comte, de 7,25 % de prairies naturelles, permanentes, de 3,19 % de forêts et de milieux semi-naturels, 0,77 % de friches industrielles, de 0,38 % de cours d'eau et plan d'eau et de 0,04 % d’espaces industriels. Ces paysages sont dominés par les « grandes cultures » de céréales et de betteraves industrielles qui représentent 70 % de la surface agricole utilisée (SAU).

## Urbanisme

### Typologie
Au 1er janvier 2024, Ablainzevelle est catégorisée commune rurale à habitat dispersé, selon la nouvelle grille communale de densité à sept niveaux définie par l'Insee en 2022.
Elle est située hors unité urbaine. Par ailleurs la commune fait partie de l'aire d'attraction d'Arras, dont elle est une commune de la couronne,. Cette aire, qui regroupe 163 communes, est catégorisée dans les aires de 50 000 à moins de 200 000 habitants,.

### Occupation des sols
L'occupation des sols de la commune, telle qu'elle ressort de la base de données européenne d'occupation biophysique des sols Corine Land Cover (CLC), est marquée par l'importance des territoires agricoles (99,6 % en 2018), une proportion identique à celle de 1990 (99,6 %). La répartition détaillée en 2018 est la suivante : 
terres arables (87,7 %), zones agricoles hétérogènes (11,9 %), forêts (0,4 %). L'évolution de l'occupation des sols de la commune et de ses infrastructures peut être observée sur les différentes représentations cartographiques du territoire : la carte de Cassini (XVIIIe siècle), la carte d'état-major (1820-1866) et les cartes ou photos aériennes de l'IGN pour la période actuelle (1950 à aujourd'hui).

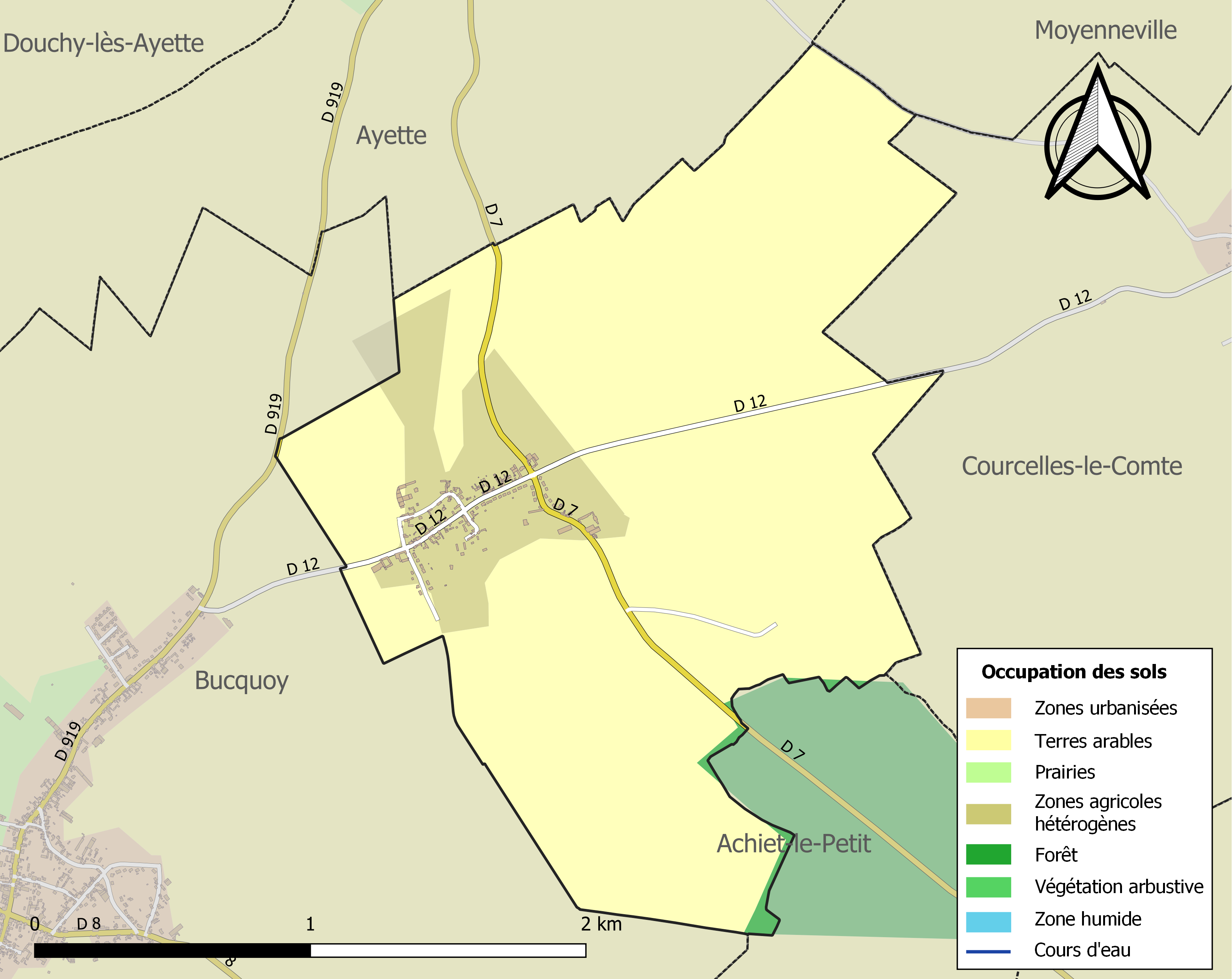
Carte des infrastructures et de l'occupation des sols de la commune en 2018 (CLC).

## Toponymie
Le nom de la localité est attesté sous les formes Albaini silvula en 1142, Aubainseviele en 1212 (Cartulaire des chapellenies d'Arr., f° 92 r°), Ablainvelle en 1793, Ablinsevelle en 1801.

## Histoire
Avant la Révolution française, Ablainzevelle est le siège d'une seigneurie. En 1600, le titulaire dénommé Antoine détient également la seigneurie de Wanquetin.
François-Ignace-Marie de Gantès (1750-1815), écuyer, est seigneur d'Ablainzevelle, Rebecques, Foncquevillers, Saint-Marcq. Fils de François-Michel-Bernard, écuyer, et de Marguerite-Thérèse-Françoise du Pont, il nait à Ablainzevelle le 25 janvier 1750, est reçu page de la chambre du roi le 1er janvier 1763 (à 13 ans), devient sous-lieutenant au régiment de cavalerie Royal Pologne par brevet du 31 décembre 1766 (à 16 ans), puis capitaine au même régiment en septembre 1775. Après la Révolution française, il est retrouvé conseiller de préfecture du Pas-de-Calais. Il épouse le 14 octobre 1777 Marie-Françoise-Thérèse Petitpas, née à Lille en juillet 1752 (baptisée le 13 juillet 1752), fille de Charles-Hippolyte, chevalier, seigneur de Walle, prévôt de Lannoy, ex-enseigne aux gardes wallonnes, enseigne de grenadiers, et de Jeanne-Françoise Bourdon. François de Gantès meurt veuf le 3 février 1815, à 65 ans, est inhumé à Saint-Laurent-Blangy.
L'histoire de la commune est consultable dans le Dictionnaire historique et archéologique du Pas-de-Calais paru en 1873.
La commune est décorée de la croix de guerre 1914-1918 par décret du 23 septembre 1920, distinction également attribuée à 276 autres communes du Pas-de-Calais.

## Politique et administration

### Découpage territorial
La commune se trouve dans l'arrondissement d'Arras du département du Pas-de-Calais.

#### Commune et intercommunalités
La commune est membre de la communauté de communes du Sud-Artois.

#### Circonscriptions administratives
La commune est rattachée au canton de Bapaume.

#### Circonscriptions électorales
Pour l'élection des députés, la commune fait partie de la première circonscription du Pas-de-Calais.

### Élections municipales et communautaires

#### Liste des maires
| Période                                  | Période                       | Identité           | Étiquette | Qualité                                     |
| ---------------------------------------- | ----------------------------- | ------------------ | --------- | ------------------------------------------- |
| Les données manquantes sont à compléter. |                               |                    |           |                                             |
| 1965                                     | 1977                          | Edmond Laly        |           |                                             |
| 1977                                     | 1995                          | Denise Becourt     |           |                                             |
| 1995                                     | 2008                          | Xavier Guilbert    |           |                                             |
| 2008                                     | En cours (au 18 juillet 2020) | Jean-François Laly | SE        | Agriculteur Réélu pour le mandat 2020-2026, |

### Autres élections

#### Élections européennes de 2019
Lors des élections européennes de 2019, le taux de participation d'Ablainzevelle est supérieur à la moyenne (57,61% contre 50,12% au niveau national). La liste du Rassemblement national arrive en tête avec 39,18% des suffrages, contre 23,31% au niveau national. La liste de la République en Marche obtient 19,59% des voix, contre 22,41% au niveau national. La liste de Debout la France obtient 8,25% des votes, contre 3,51% au niveau national. La liste de la France Insoumise et celle d'Europe Écologie les Verts arrivent ex aequo avec 6,19% des suffrages, contre respectivement 6,31% et 13,48% au niveau national. Les autres listes obtiennent des scores inférieurs à 5%.

## Équipements et services publics

### Justice, sécurité, secours et défense
La commune dépend du tribunal judiciaire d'Arras, du conseil de prud'hommes d'Arras, de la cour d'appel de Douai, du tribunal de commerce d'Arras, du tribunal administratif de Lille, de la cour administrative d'appel de Douai et du tribunal pour enfants d'Arras.

## Population et société

### Démographie
Les habitants de la commune sont appelés les Ablainzevellois.

#### Évolution démographique
L'évolution du nombre d'habitants est connue à travers les recensements de la population effectués dans la commune depuis 1793. Pour les communes de moins de 10 000 habitants, une enquête de recensement portant sur toute la population est réalisée tous les cinq ans, les populations de référence des années intermédiaires étant quant à elles estimées par interpolation ou extrapolation. Pour la commune, le premier recensement exhaustif entrant dans le cadre du nouveau dispositif a été réalisé en 2008.

En 2022, la commune comptait 220 habitants, en évolution de +1,85 % par rapport à 2016 (Pas-de-Calais : −0,72 %, France hors Mayotte : +2,11 %).
| 1793 | 1800 | 1806 | 1821 | 1831 | 1836 | 1841 | 1846 | 1851 |
| ---- | ---- | ---- | ---- | ---- | ---- | ---- | ---- | ---- |
| 257  | 210  | 228  | 276  | 318  | 312  | 330  | 331  | 366  |

| 1856 | 1861 | 1866 | 1872 | 1876 | 1881 | 1886 | 1891 | 1896 |
| ---- | ---- | ---- | ---- | ---- | ---- | ---- | ---- | ---- |
| 369  | 356  | 333  | 306  | 317  | 310  | 301  | 312  | 296  |

| 1901 | 1906 | 1911 | 1921 | 1926 | 1931 | 1936 | 1946 | 1954 |
| ---- | ---- | ---- | ---- | ---- | ---- | ---- | ---- | ---- |
| 283  | 294  | 300  | 154  | 198  | 189  | 204  | 196  | 191  |

| 1962 | 1968 | 1975 | 1982 | 1990 | 1999 | 2006 | 2008 | 2013 |
| ---- | ---- | ---- | ---- | ---- | ---- | ---- | ---- | ---- |
| 168  | 156  | 151  | 141  | 163  | 172  | 188  | 193  | 209  |

| 2018 | 2022 | - | - | - | - | - | - | - |
| ---- | ---- | - | - | - | - | - | - | - |
| 227  | 220  | - | - | - | - | - | - | - |

#### Pyramide des âges
La population de la commune est relativement jeune.
En 2018, le taux de personnes d'un âge inférieur à 30 ans s'élève à 39,2 %, soit au-dessus de la moyenne départementale (36,7 %). À l'inverse, le taux de personnes d'âge supérieur à 60 ans est de 15,9 % la même année, alors qu'il est de 24,9 % au niveau départemental.
En 2018, la commune comptait 107 hommes pour 120 femmes, soit un taux de 52,86 % de femmes, légèrement supérieur au taux départemental (51,5 %).
Les pyramides des âges de la commune et du département s'établissent comme suit.
| Hommes | Classe d’âge | Femmes |
| ------ | ------------ | ------ |
| 0,9    | 90 ou +      | 0,0    |
| 1,9    | 75-89 ans    | 5,8    |
| 13,1   | 60-74 ans    | 10,0   |
| 20,6   | 45-59 ans    | 19,2   |
| 27,1   | 30-44 ans    | 23,3   |
| 13,1   | 15-29 ans    | 12,5   |
| 23,4   | 0-14 ans     | 29,2   |

| Hommes | Classe d’âge | Femmes |
| ------ | ------------ | ------ |
| 0,5    | 90 ou +      | 1,6    |
| 5,6    | 75-89 ans    | 8,9    |
| 16,7   | 60-74 ans    | 18,1   |
| 20,2   | 45-59 ans    | 19,2   |
| 18,9   | 30-44 ans    | 18,1   |
| 18,2   | 15-29 ans    | 16,2   |
| 19,9   | 0-14 ans     | 17,9   |

### Manifestations culturelles et festivités
- Fête communale le 1er dimanche de mai.
- Brocante le 8 mai.

## Culture locale et patrimoine

### Lieux et monuments
- L'église Notre-Dame, bâtie sous la direction de l'architecte Pol Abraham[34].
- Le monument aux morts[35].

L'église.
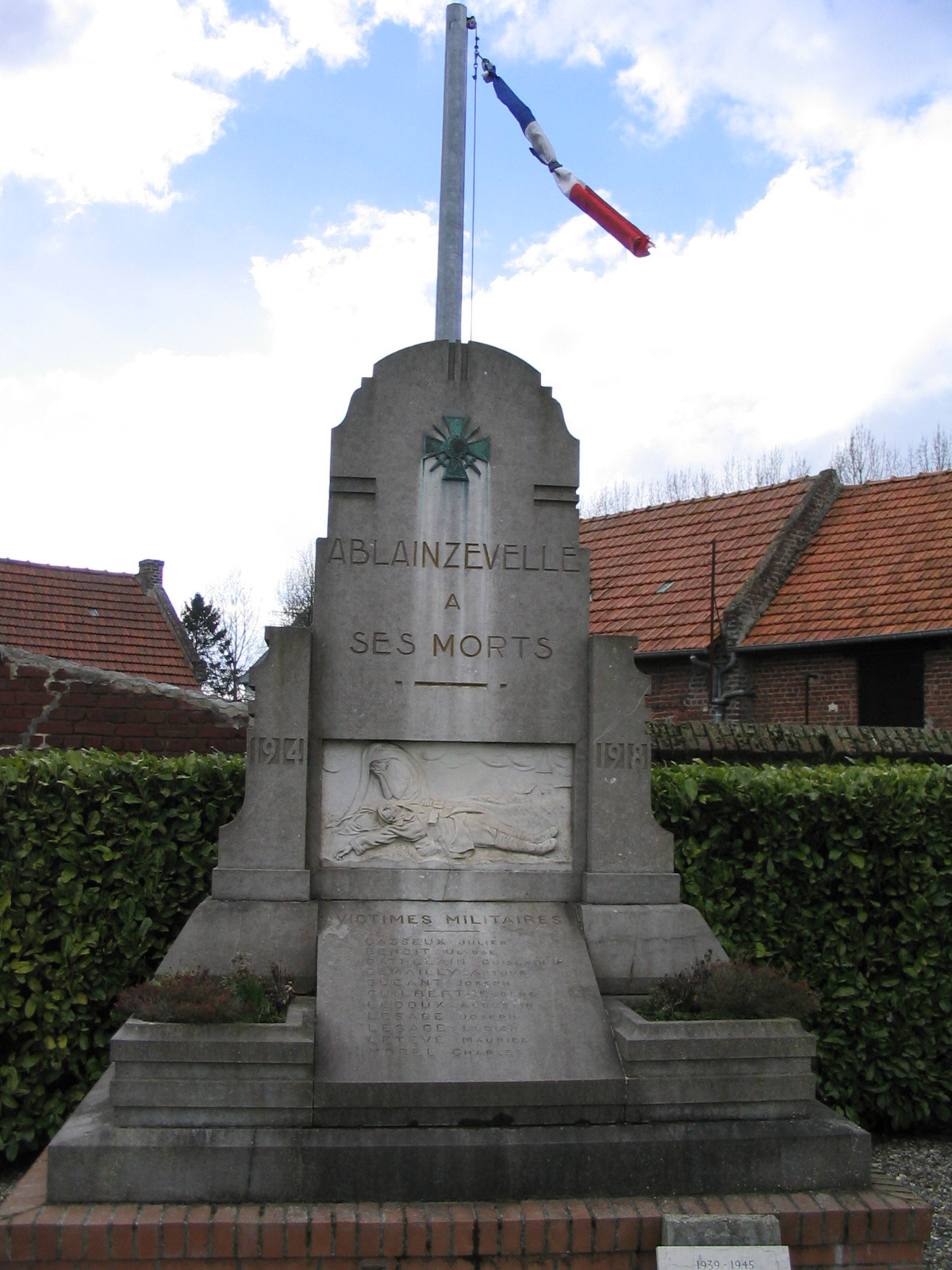
Le monument aux morts.

### Héraldique
|  | Les armes de Ablainzevelle se blasonnent ainsi : « De gueules aux trois chevrons d'argent, le premier chargé de sept mouchetures d'hermine de sable, le deuxième de cinq mouchetures et le troisième de trois mouchetures. » |

## Pour approfondir